# Clemens Brentano

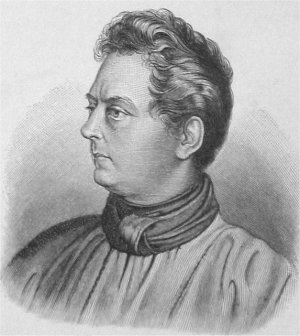
Clemens Brentano

Clemens Brentano (Ehrenbreitstein, 8 september 1778 — Aschaffenburg, 28 juli 1842) was een Duits schrijver uit de Romantiek.

## Leven
Brentano behoort tot de grote vroeg-romantische dichters. Hij was de zoon van een welvarend koopman uit Frankfurt am Main van Italiaanse afkomst, en aan moederszijde kleinzoon van Sophie von La Roche. Zijn moeder, Maximiliane von La Roche, was een
jeugdvriendin van Goethe, en zijn zuster, Bettina Brentano, huwde later met Achim von Arnim. Hij werd nabij Koblenz geboren. In 1798 trok hij naar Jena om te studeren; hij begaf zich er onder de grote romantici zoals Ludwig Tieck en Friedrich en August Schlegel. Zijn eerste roman, Godwi, was door de hoog-romantische school geïnspireerd, ofschoon hij de stroming tegelijk persifleerde; de receptie was derhalve veeleer lauw. Erin opgenomen was de ballade Zu Bacharach am Rheine, die de vrouwenfiguur Lore Lay introduceerde en de basis legde van de legende rond de Loreley.
Brentano studeerde eveneens in Halle en maakte contact met Goethe en Herder, maar in Jena namen zijn literaire activiteiten een aanvang. Hij ging een relatie aan met Sophie Mereau, de vrouw van een hoogleraar in Jena en zelf een schrijfster. Zij scheidde van haar man in 1801 en huwde Brentano twee jaar later. Slechts drie jaar later overleed zij, en Brentano had grote moeilijkheden om haar dood te verwerken. Reeds een jaar later hertrouwde hij impulsief met Auguste Bussmann, die amper zestien was. Het huwelijk was een notoire mislukking en het paar scheidde in 1814.
Hij pendelde een aantal jaar tussen verschillende Duitse steden; in 1801 had hij in Göttingen Achim von Arnim leren kennen, en in 1804 hield hij zich in Heidelberg op. Met Arnim gaf hij tussen 1806 en 1808 Des Knaben Wunderhorn uit, een verzameling deels opgetekende, deels herwerkte oude Duitse volksliedjes, die een enorm succes werd en op talloze latere schrijvers invloed uitoefende. Ook werkte hij kortstondig met de Gebroeders Grimm mee; de samenwerking liep op de klippen doordat Brentano veel minder scrupuleus met het bronnenmateriaal omsprong dan zij — het was hem vooral om de geestelijke authenticiteit te doen. Na de Wunderhorn verbleef hij een tiental jaar in Berlijn en Wenen, en hij mengde zich onder de Berlijnse romantici, onder wie Eichendorff en Kleist. Ook verkeerde hij in piëtistische kringen en ontmoette er zijn laatste liefde, Luise Hensel. In 1817 keerde hij zich van de seculiere poëzie af en werd katholiek; dientengevolge werden zijn sprookjes en romances pas na zijn heengaan uitgegeven. 
Brentano's sprookjes en epen kregen daarentegen een grote weerklank; in een allicht romantische reflex greep hij terug naar de stijl van de Oudhoogduitse ballade, als reactie op de al te klassiek gerichte Verlichting. Zijn sterke interesse voor de volkscultuur, welks teloorgang hem verontwaardigde, combineerde hij met een grote virtuoze dichtkunst: zijn balladen zijn ogenschijnlijk eenvoudig, maar onder het oppervlak gecontriveerd en minutieus doordacht; er spreekt een grote muzikaliteit uit. Bijzonder beroemd is bijvoorbeeld zijn gedicht over de Lorelei. In enkele sprookjes, novellen en toneelpersonages komt een uitgesproken antisemitische tendens naar voren.
De latere, religieuze Brentano was daarnaast degene die de visioenen van Anna Catharina Emmerich optekende; zo'n 16.000 bladzijden noteerde hij uit de mond van deze mystica, gezeten bij haar bed in Dülmen. Brentano stierf als een gematigd conservatief.

## Werken
- 1801 Godwi oder Das steinerne Bild der Mutter. Ein verwildeter Roman von Maria (roman)
- 1804 Ponce de Leon (toneel)
- 1806 Des Knaben Wunderhorn — Alte deutsche Lieder (liedercyclus met Achim von Arnim; tweede deel 1808)
- 1814 Die Gründung Prags (toneel)
- 1817 Die Geschichte vom braven Kasperl und schönen Annerl (verhaal)
- 1818 Aus der Chronika eines fahrenden Schülers (verhaal, fragmentarisch)
- 1846 Märchen (verhalenbundel)
- 1852 Romanzen vom Rosenkranz (versepos)

- Bibsys: 90082538
- Biblioteca Nacional de España: XX1012686
- Bibliothèque nationale de France: cb12013292d (data)
- Catàleg d'autoritats de noms i títols de Catalunya: 981058509004306706
- CiNii: DA00438227
- Gemeinsame Normdatei: 118515055
- International Standard Name Identifier: 0000 0001 2139 3622
- Library of Congress Control Number: n80005077
- Nationale Bibliotheek van Letland: 000046805
- MusicBrainz: d337563b-b686-4636-8d1c-dda16cf7dbcd
- Bibliotheek van het Japanse parlement: 00434295
- Nationale Bibliotheek van Tsjechië: jn19990001079
- Nationale bibliotheek van Australië: 36539474
- Nationale Bibliotheek van Israël: 987007259057505171
- Nationale Bibliotheek van Polen: a0000001182643
- Nationale en Universitaire bibliotheek Zagreb: 000061691
- Nederlandse Thesaurus van Auteursnamen: 068367198
- Réseau des bibliothèques de Suisse occidentale: 02-A003041449
- RKD-Nederlands Instituut voor Kunstgeschiedenis: 236812
- Istituto Centrale per il Catalogo Unico: CFIV012471
- LIBRIS: 179129
- SNAC: w6bp0732
- Système universitaire de documentation: 028260538
- Trove: 1280604
- Virtual International Authority File: 73863902
- WorldCat: E39PBJtrRgVgHKch7fFjMTmmVC